# Hepatostolonophora abnormis
Hepatostolonophora abnormis är en bladmossart som först beskrevs av Besch. et C.Massal., och fick sitt nu gällande namn av J.J.Engel et R.M.Schust.. Hepatostolonophora abnormis ingår i släktet Hepatostolonophora och familjen Lophocoleaceae. Inga underarter finns listade i Catalogue of Life.